# Fru Petersens Café

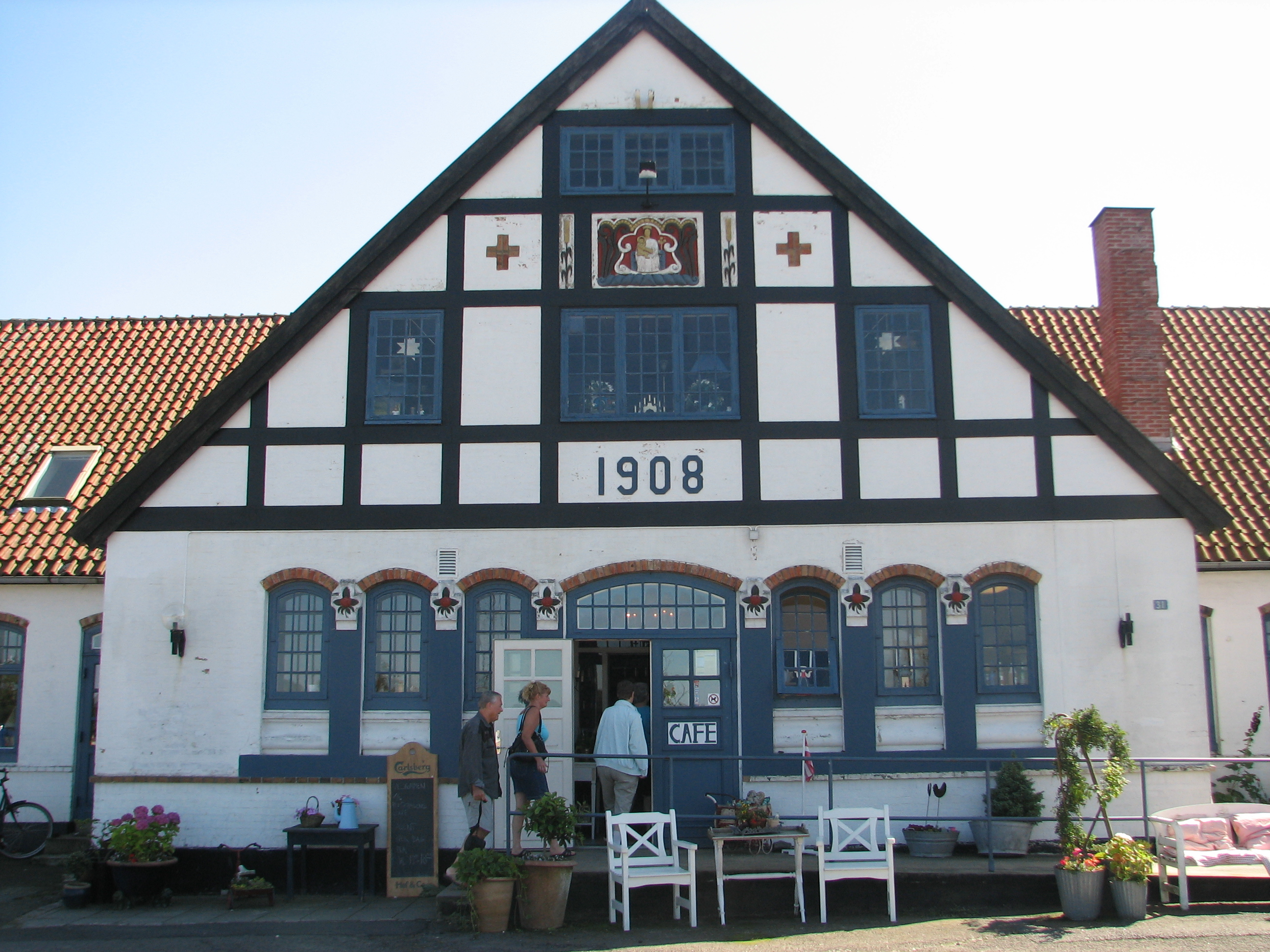
Fru Petersens Café

Fru Petersens Café is een etablissement in Østermarie op Bornholm en werd geopend in 1997.
Het gebouw werd ontworpen door architect Mathias Bidstrup. Het werd opgeleverd in 1908 en als school in gebruik genomen. Deze school was de belangrijkste van de vier scholen in Østermarie.
Het schooljaar 1966/67 was het laatste jaar dat er normaal onderwijs werd gegeven. Het werd door de gemeente overgenomen en ingericht als trainingsschool voor gehandicapte kinderen.
In 1975 werd het gebouw gerenoveerd. Vanaf het schooljaar 1979/80 werd het gebouw aan de Almindingensvej aangewend voor het begeleiden van volwassen geestelijk gehandicapten. De gehandicapte kinderen werden ondergebracht op de school aan de Sveavej.
In 1993 werd het gebouw verkocht en verbouwd tot café. Frue Petersens Café opende in 1997 zijn deuren. De kamers waar nu de koffie en gebak worden geserveerd, behielden de inrichting zoals die in het begin van de twintigste eeuw was. In 2010 kreeg het café een nieuwe eigenaar, die de traditie voortzette.
Fru Petersens Café heeft nog vele herinneringen uit de periode van voor de Tweede Wereldoorlog, waaronder een bescheiden bibliotheek, speelgoed, schoolmeubels enzovoorts.
Het gebouw heeft nu een beschermde status.

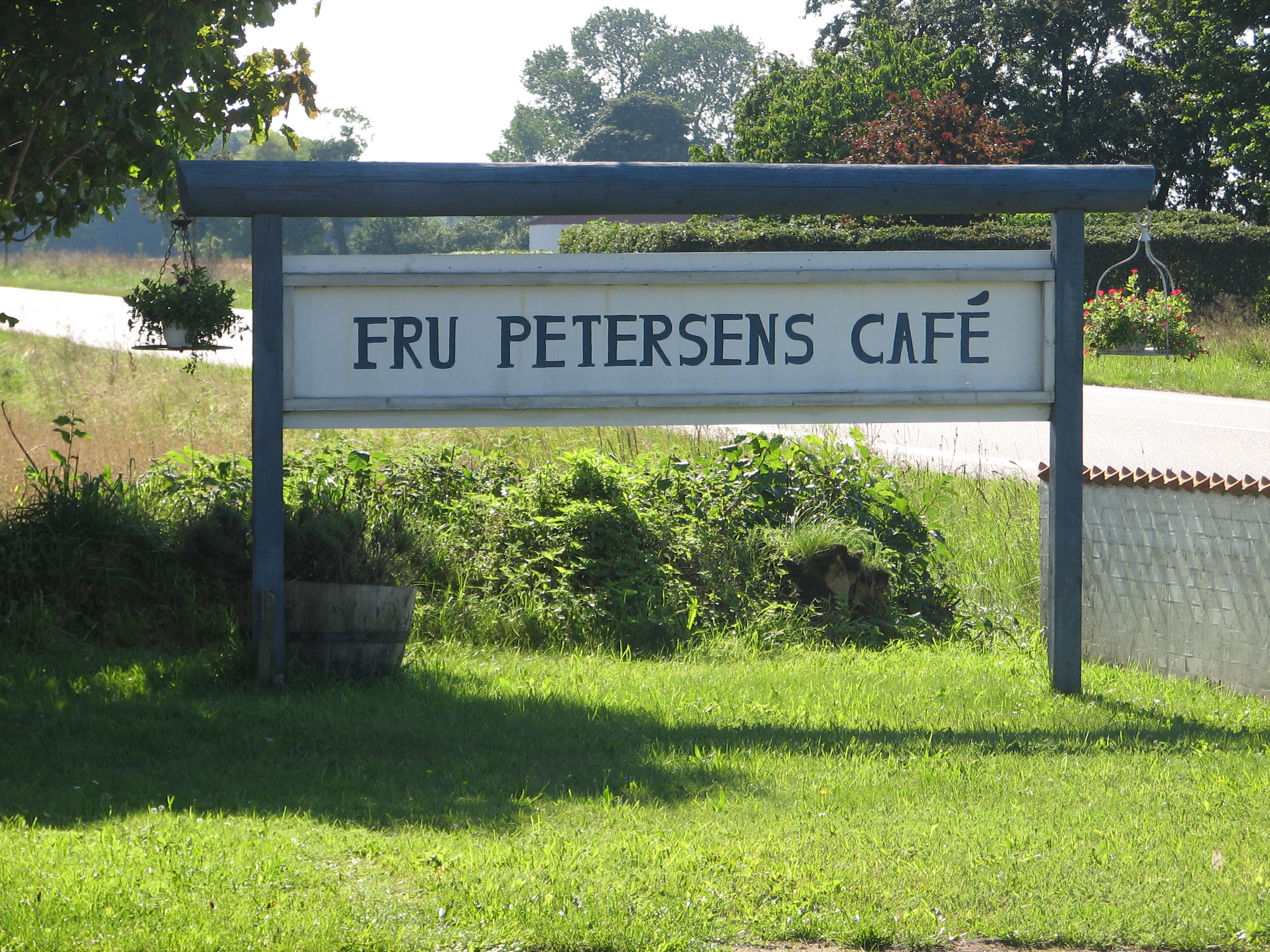
Naambord
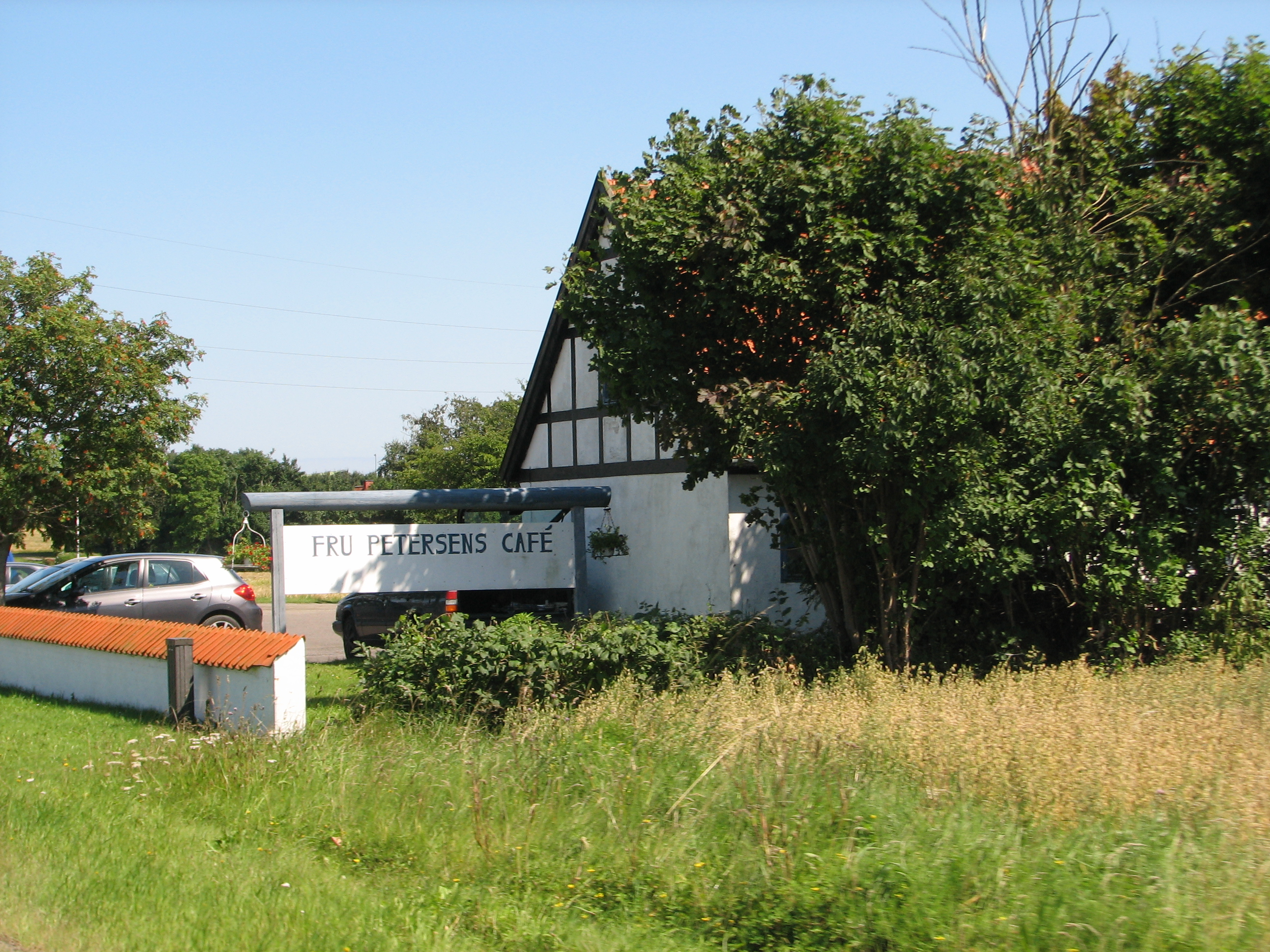
Fru Petersens Café
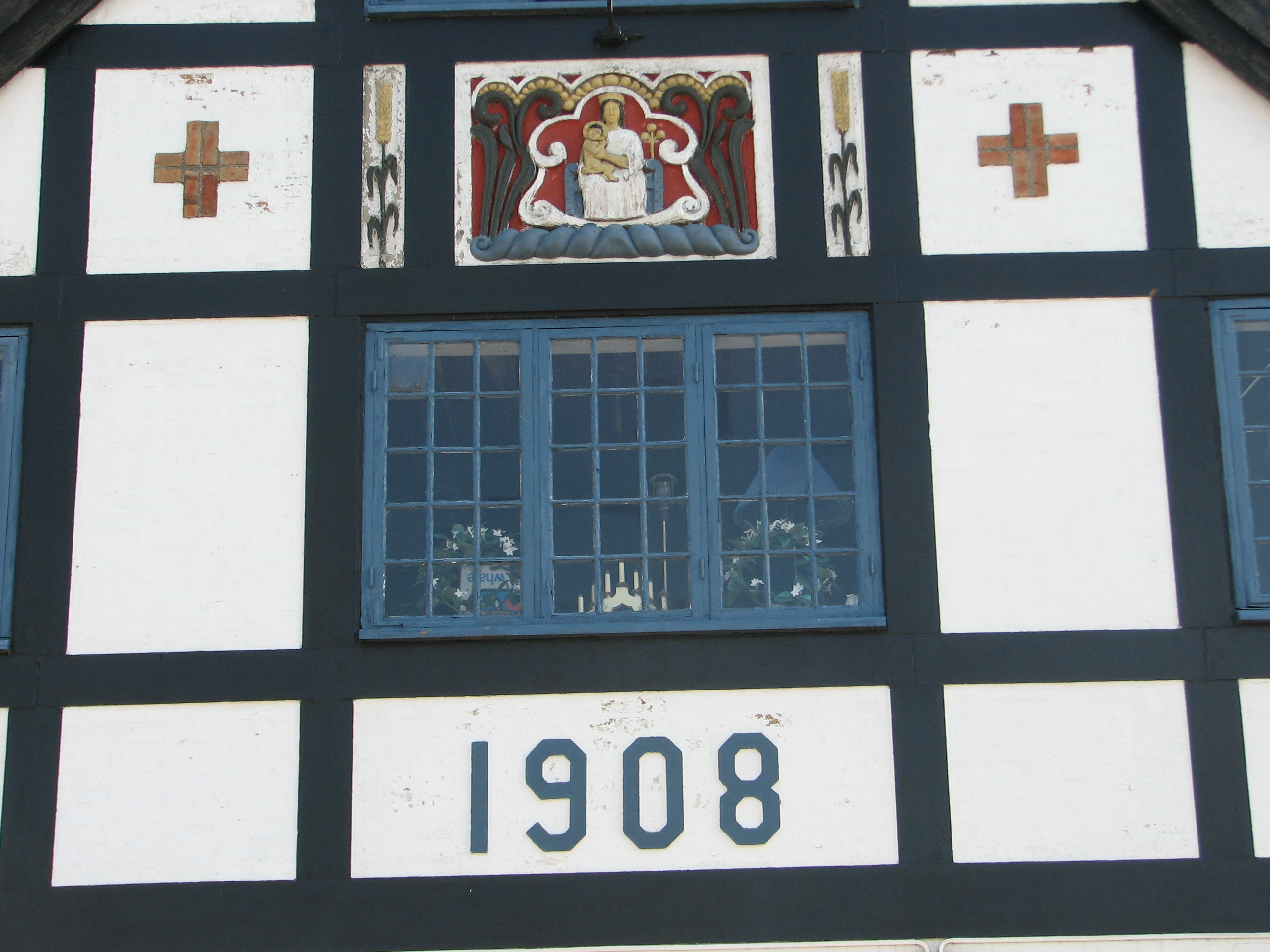
Gevelsteen
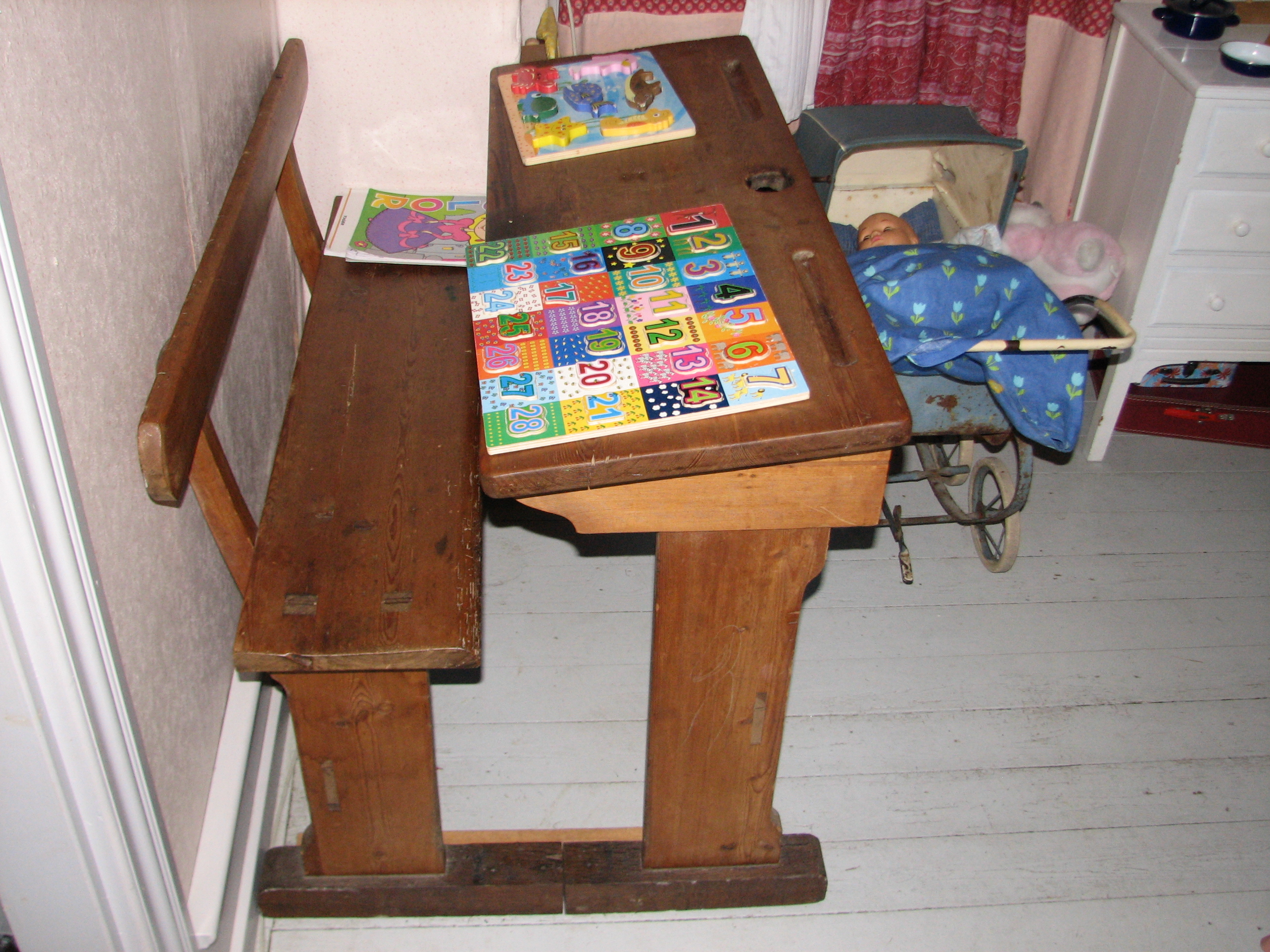
Schoolbank van de voormalige school
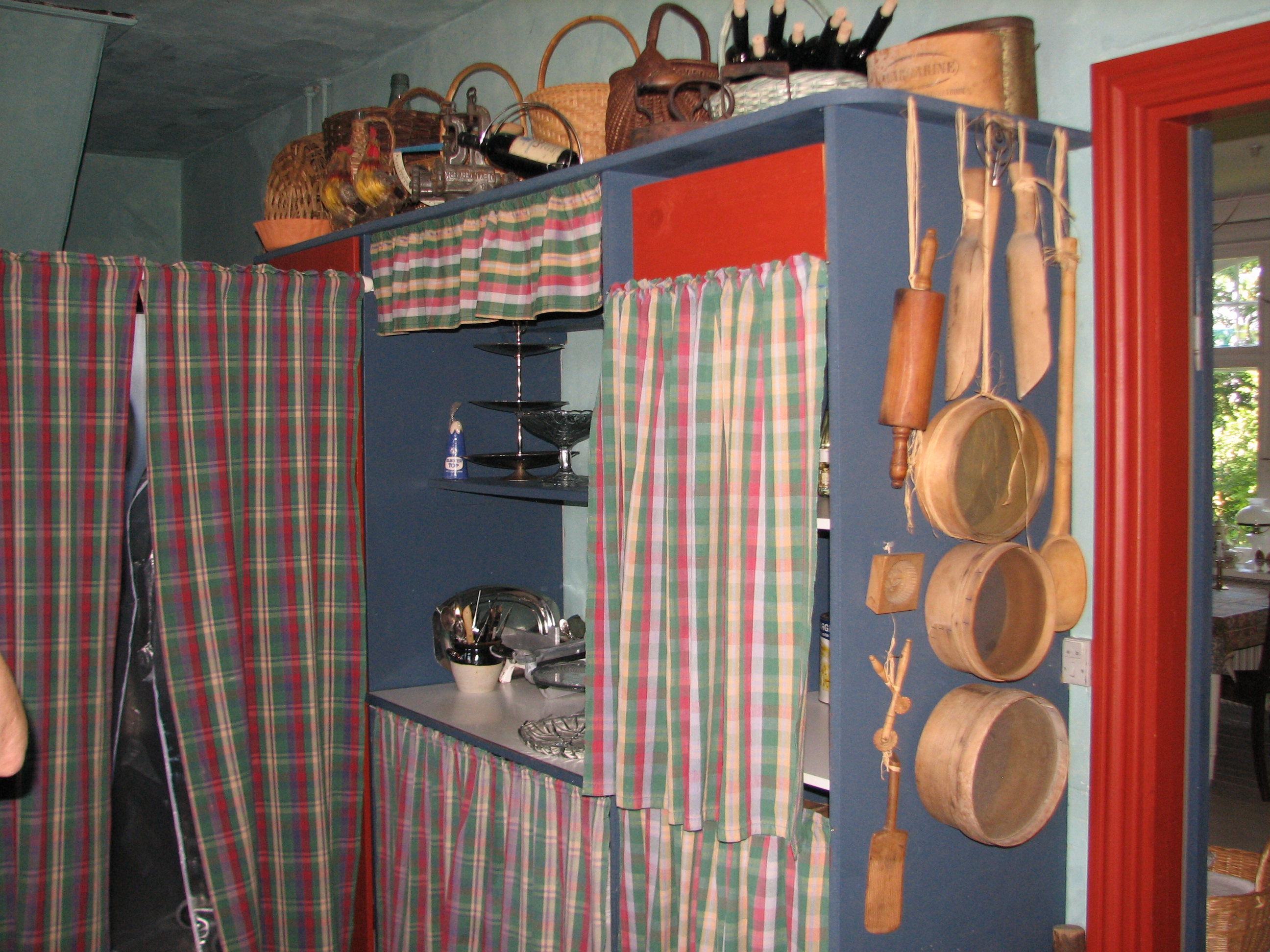
Keuken van Fru Petersens Café